# NK Mladost Prelog
Nogometni klub Mladost Prelog, iz sponzorskih razloga znan kao Nogometni klub Mladost Komet Prelog hrvatski je nogometni klub iz Preloga. Trenutačno se natječe u Međimurskoj Premier ligi.

## Povijest kluba
Najznačajniju ulogu u športskom životu Preloga kroz dugi niz godina imao je svakako nogomet. Računa se da je prva lopta u Prelog stigla još prije prvog svjetskog rata ali registriranog kluba nije bilo. Klub je osnovan 1913 godine. U tome prijeratnome razdoblju preloški nogometaši pripadaju među najuspješnije u sjeverozapadnoj Hrvatskoj. Tih godina se uređuje i nogometno igralište na istoj lokaciji na kojoj se i danas nalazi. Tijekom drugog svjetskog rata bilo je pokušaja osnivanja mađarskog kluba ali bezuspješno tako da se nogomet tih ratnih godina nije igrao.
Osnivačka skupština novog nogometnog kluba koji je dobio današnje ime NK Mladost održana je 1946 godine. Najuspješnije natjecateljsko razdoblje preloških nogometaša bilo je pedesetih i šezdesetih godina kada je NK Mladost pripadao među najbolje momčadi u ovome djelu Hrvatske a na utakmicama se znalo okupiti i do dvije tisuće ljude. U današnje vrijeme klub je ostvario značajne rezultate prvak 3. HNL – Sjever, a danas je član 3. HNL – Sjever. U klubu djeluje 4 natjecateljskih momčadi s preko 80 registriranih igrača. NK Mladost već 32 godine organizira uspješno malonogometni turnir Vladimir Skok i organizator je nadaleko poznatih Ljetnih noći grada Preloga gdje se za vrijeme trajanja znade okupiti i do dvadeset tisuća ljudi.

## 2008. godina
2008. godina bila jedna od najuspješnijih u dugogodišnjoj povijesti kluba. Osvojeno je prvenstvo 4. HNL – Sjever u teškoj borbi s mnogo jačim financijskim klubovima, a klub se plasirao u viši rang natjecanja u 3. HNL – Istok, koja obuhvaća cijelu sjevernu i istočnu Hrvatsku sve do Vukovara. Juniori su bili finalisti kupa NSM, pioniri prvaci cijeloga Međimurja, a mlađi pioniri drugi u svojoj skupini u kojoj se natječu. Također je seniorska momčad bila i pobjednik tradicionalnog malonogometnog turnira Kup Grada Preloga. Klub je postao najbrojniji športski kolektiv na području ovoga dijela Međimurja, kao i nositelj nogometne kvalitete cijeloga Donjega Međimurja. Posebno se posvetila pozornost radu s mlađim kategorija što je donijelo i tako dobre rezultate. Čak je formirana i selekcija mlađih dječaka osmogodišnjaka koji marljivo treniraju i nažalost ne mogu se natjecati jer drugi klubovi nemaju tako mlade kategorije. 
Na kraju natjecateljske sezone u ljeti je došlo do promjene predsjednika. 
Nakon tri i pol godine uspješnog rada Izvršnog odbora i predsjednika kluba Krešimira Glavine izabran je na godišnjoj skupštini u šestom mjesecu novi Izvršni odbor i predsjednik kluba Ivica Radiković.
Usporedno s aktivnostima na športskom planu klub je aktivan i na društvenom planu. Tako je i ove godine organizirao tradicionalnu Plavu-bijelu noć koja se održava na Valentinovo. U ljeti je klub u punom pogonu u organizaciji tradicionalnog malonogometnog noćnog turnira ing. Vladimir Skok, a u sklopu toga i Ljetnih noći Grada Preloga koje se postale su zaštitni znak Preloga i zajedno u organizaciji s Gradom Prelogom postaju kako se danas popularno kaže brand. Tih dana Prelog postaje kulturno-zabavno središte ovoga dijela Hrvatske.
Jesen 2008. godine donosi najveći izazov u dosadašnjoj povijesti kluba. Klub se natječe u vrlo zahtjevnoj organizacijski i financijskoj 3. HNL – Istok i na kraju polusezone nalazi se na solidnom 10 mjestu od 18 momčadi. Juniorska i kadetska momčad su jesenski prvaci u 4. HNL – Sjever u svojim skupinama što je izvrstan rezultat i dokaz kvalitetnog rada s mlađim kategorijama. Pioniri su također prvaci svoje skupine, a mlađi pioniri drugi u natjecanju NSM. Zanimljivo je da su juniori i pioniri prvaci bez izgubljenih bodova. S obzirom na uvjete u kojima se trenira ovakvi odlični rezultati dobivaju još više na težini. U budućnosti su pred klubom veliki izazovi, a preduvjet za daljnji razvoj nogometa je konačno rješenje problema stadiona jer bez toga je upitna budućnost kluba pa tako i nogometa na području Grada Preloga. 

## Poznati nogometaši
- Lovro Zvonarek

## Vanjske poveznice
- Profil, HNS Semafor